# Virgulibracon vulsus
Virgulibracon vulsus är en stekelart som beskrevs av Donald L.J. Quicke 1987. Virgulibracon vulsus ingår i släktet Virgulibracon och familjen bracksteklar. Inga underarter finns listade i Catalogue of Life.